# Fred Katz
Pour les articles homonymes, voir Katz.
Frederick Katz, né le 25 février 1919 à New York et mort le 7 septembre 2013 à Santa Monica en Californie, est un violoncelliste et compositeur américain. Il est considéré comme l'un des premiers musiciens de jazz à avoir introduit le violoncelle comme instrument d'improvisation en solo dans des orchestres de jazz, et s'est notamment produit dans les formations musicales de Tony Bennett, Chico Hamilton et Lena Horne. Il a aussi collaboré avec le poète Ken Nordine. Auteur de sept albums, il a aussi composé plusieurs musiques de films, dont La Petite Boutique des horreurs en 1960.

## Biographie
Fils d'immigrés juifs russes, il naît à Brooklyn en 1919. Il suit une formation classique dès l'enfance et ses dons au piano et violoncelle sont très vite décelés et reconnus. 
Il étudie sous la direction d'un élève du violoncelliste et chef d'orchestre Pablo Casals et avec l'Orchestre symphonique national de Washington.
Dans les années 1950, après avoir quitté New-York pour la Côte Ouest des États-Unis, sa carrière évolue dans plusieurs formations musicales de jazz californiennes, dont celles de Tony Bennett, Chico Hamilton et Lena Horne, où ses dons de violoncelliste lui permettent de s'adapter à ce genre musical entraînant et rythmé en effectuant de nombreuses improvisations. Le magazine canadien de jazz CODA décrit Katz comme le "premier véritable violoncelliste de jazz".
Fred Katz est l'auteur de nombreuses musiques de films d'horreur et de science-fiction réalisés par Roger Corman, dont Un baquet de sang en 1959 et La Petite Boutique des horreurs en 1960 avec Jack Nicholson.
Il enseigne, entre autres, l'anthropologie culturelle à l'Université d'État de Californie à Northridge, mais aussi à l'Université d'État de Californie à Fullerton. Un de ses étudiants fut John Densmore, le batteur du groupe The Doors.
Il décède à Santa Monica le 7 septembre 2013, de complications liées à un cancer du foie. Il était âgé de 94 ans.

## Discographie

### Comme musicien principal
- Zen: The Music of Fred Katz (Pacific Jazz, 1956)
- Soul° Cello (Decca, 1958)
- 4-5-6 Trio (Decca, 1958)
- Folk Songs for Far Out Folk (Warner Bros., 1958)
- Fred Katz and his Jammers (Decca, 1959)

### Comme violoncelliste dans des formations de jazz
Avec Dorothy Ashby
- The Rubaiyat of Dorothy Ashby (Cadet, 1970)

Avec Chico Hamilton
- Chico Hamilton Quintet featuring Buddy Collette (Pacific Jazz, 1955)
- The Original Chico Hamilton Quintet (World Pacific, 1955 [1960])
- Chico Hamilton Quintet in Hi Fi (Pacific Jazz, 1956)
- Chico Hamilton Quintet (Pacific Jazz, 1957)
- Sweet Smell of Success#Musical score and soundtrack (Decca, 1957)
- South Pacific in Hi-Fi (World Pacific, 1958)
- The Chico Hamilton Quintet with Strings Attached (Warner Bros., 1958) – arranger and conductor
- Gongs East! (Warner Bros., 1958) – arranger
- Ellington Suite (World Pacific, 1959)

Avec Paul Horn
- House of Horn (Dot, 1957)
- Plenty of Horn (Dot, 1958)

Avec Carmen McRae
- Carmen for Cool Ones (Decca, 1958)

Avec Ken Nordine
- Word Jazz (Dot, 1957)
- Son of Word Jazz (Dot, 1957)
- Love Words (Dot, 1958)

Avec plusieurs artistes
- Jazz Canto Vol. I: An Anthology of Poetry and Jazz  (World Pacific, 1958)